# Monika Borzym

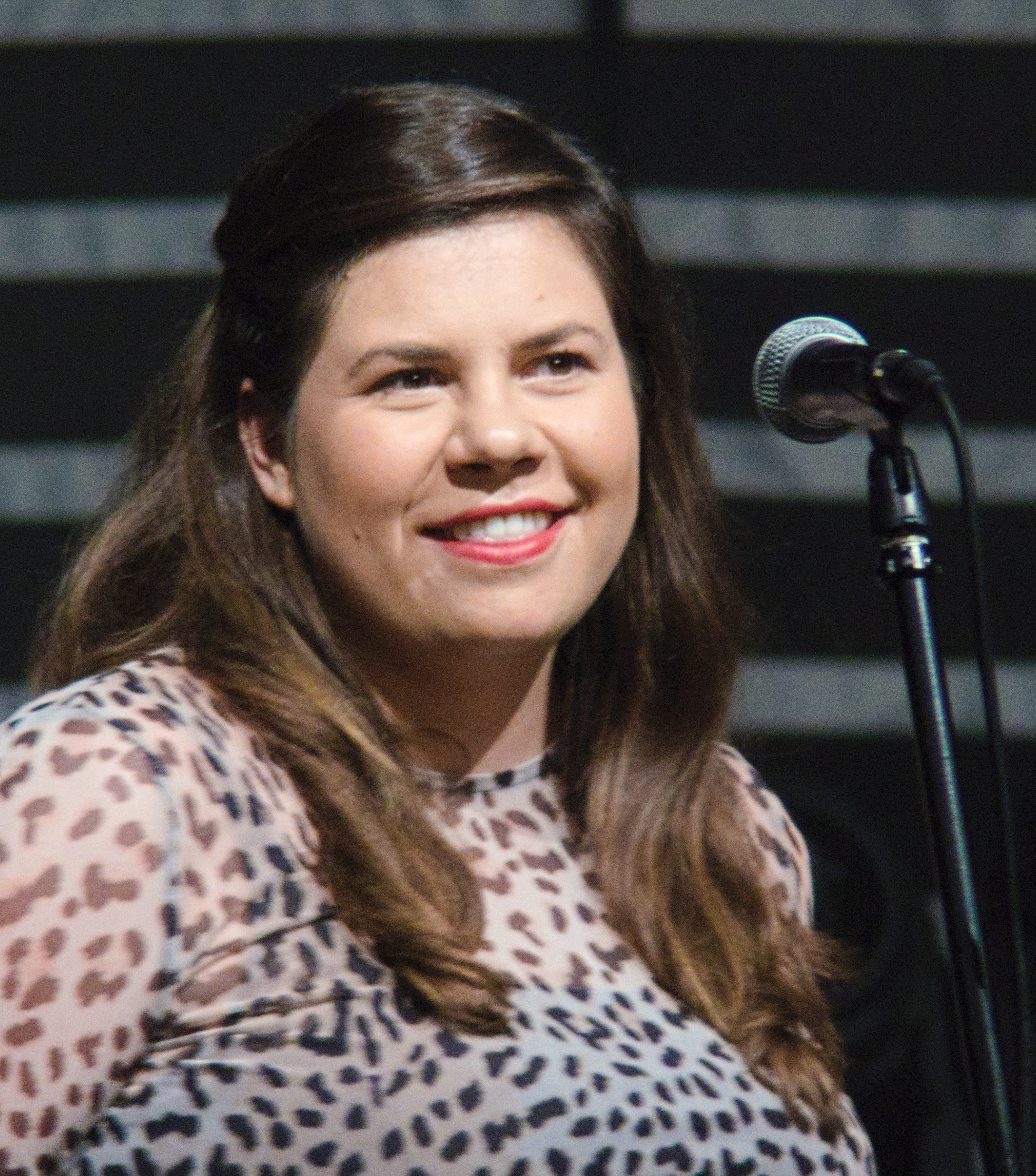
Monika Borzym (2019)

Monika Borzym (* 3. März 1990 in Warschau) ist eine polnische Jazzmusikerin (Gesang, Komposition).

## Leben und Wirken
Borzym erhielt ab 1998 klassischen Klavierunterricht an der Musikschule Brillante in Warschau. Von August 2005 bis Juni 2006 besuchte sie als Austauschschülerin die John Hersey High School in Arlington Heights und begann, bei Gail Bisesi Jazzimprovisation zu lernen. Nach ihrer Rückkehr nach Polen setzte sie ihre Ausbildung an der Sekundarschule für Musik Frederic Chopin in Warschau in der Klasse für Jazzgesang fort. Im Jahr 2008 erhielt Borzym ein Stipendium für ein Studium an der University of Miami, wo sie Jazzgesang bei Lisanne Lyons, Dante Luciani, Chuck Bergeron, Larry Lapin und Greg Gisbert studierte.
Borzym trat 2009 beim Jazz Jamboree gemeinsam mit Michael Urbaniak auf. Weiterhin arbeitete sie mit Bogdan Hołownia, dem RGG Trio, Mariusz Bogdanowicz und Wojciech Gogolewski. 2011 veröffentlichte Sony ihr Debütalbum Girl Talk mit Neuinterpretationen (arrangiert von Gil Goldstein und Aaron Parks) mit Songs, die ursprünglich von Interpretinnen wie Joni Mitchell, Björk, Erykah Badu und Amy Winehouse; das mit amerikanischen Jazzmusikern eingespielte Album wurde aufgrund seiner Verkäufe in Polen mit Platin ausgezeichnet. 2013 folgte Borzyms zweites Album My Place, das weitgehend Lieder von Borzym und Mariusz Obijalski enthält und in Polen ebenfalls Platin-Status erreichte. Ihr drittes Album Back to the Garden (2016) mit weiteren Interpretationen von Joni-Mitchell-Songs, erschien gleichfalls bei Sony. 2018 veröffentlichte sie bei Agora das Album Jestem przestrzeń, das Lieder zu Texten von Anna Świrszczyńska in polnischer Sprache enthält; unterstützt wurde sie dabei von Musikern wie Wojciech Waglewski, John Scofield, Robert Kubiszyn und Michał Bryndal. Auf dem Album Monika Borzym śpiewa stare piosenki (2020) präsentierte sie, begleitet von Krzysztof Dys, vor allem polnische Jazzsongs aus der Zwischenkriegszeit, etwa Melodien von Henryk Wars oder Jerzy Petersburski zu Texten von Julian Tuwim und Marian Hemar.
Weiterhin moderierte Borzym seit 2021 eine wöchentliche Musiksendung mit dem Titel Muzyczny gabinet terapeutyczny beim privaten Onlineradio Nowy Świat. Mit Kacper Smoliński und Rainer Böhm trat sie 2022 bei Xjazz auf.

## Preise und Auszeichnungen
Beim New Trier Jazz Festival (Indiana) wurde Borzym als “outstanding soloist” ausgezeichnet; mit dem John Hersey High School Jazz Ensemble erhielt sie dort den ersten Preis. 2007 erhielt sie beim International Jazz Vocalists Festival in Zamość den zweiten Preis.